# Ludo Martens

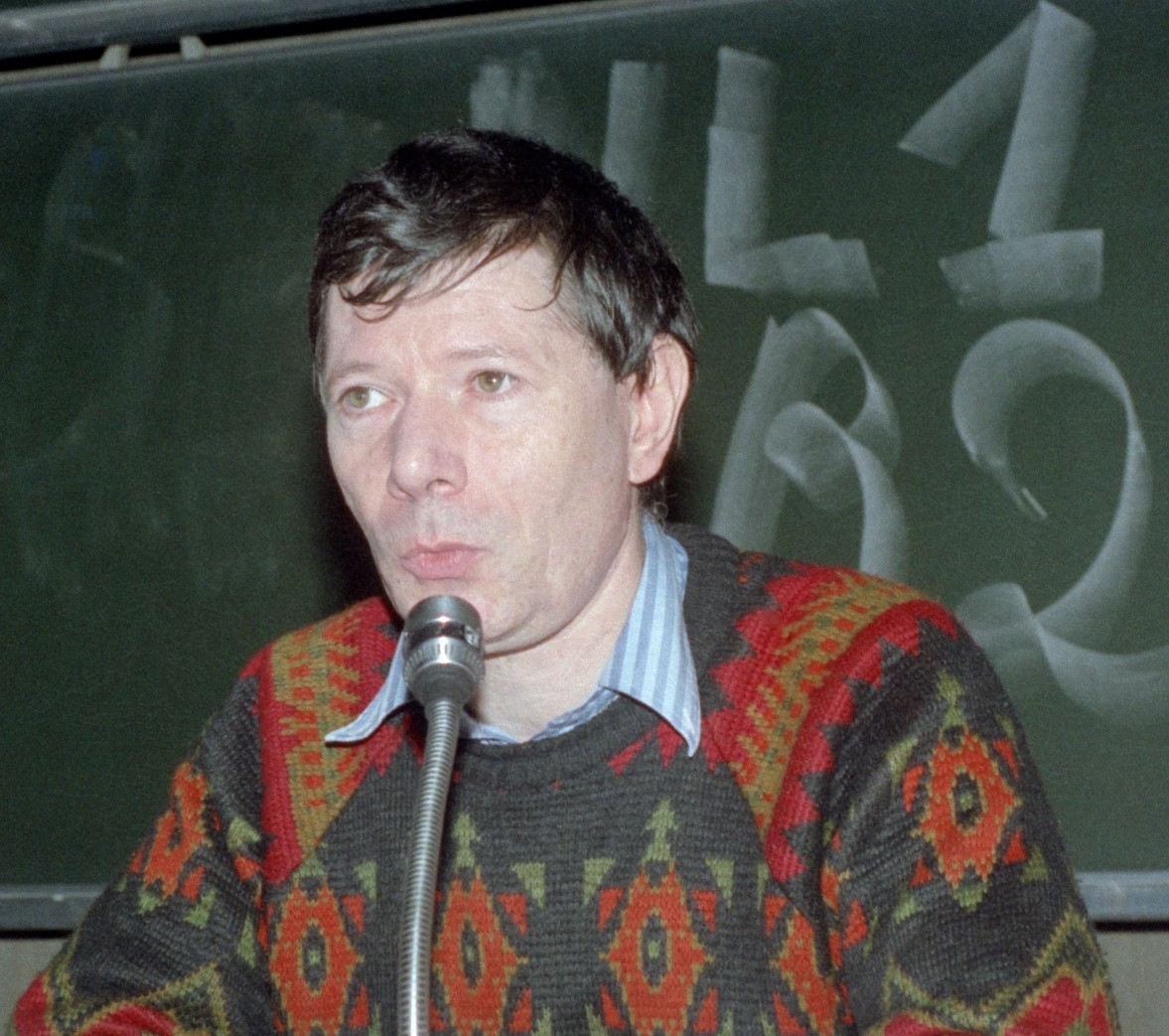
Ludo Martens (1995)

Ludo Martens (ur. 12 marca 1946, zm. 5 czerwca 2011) – belgijski działacz polityczny i historyk. Był także autorem książek głównie o tematyce politycznej.
Działalność społeczną zaczynał w maju 1968 kiedy to założył studencki związek zawodowy SVB będący zalążkiem późniejszej partii politycznej. Prowadził wówczas dialog między robotnikami a studentami. Jego ugrupowanie przeprowadzało antyrasistowskie wiece i zorganizowało akcje solidarnościowe ze strajkującymi górnikami w Limburgii. Działał na rzecz praw Afroamerykanów oraz ruchów antykolonialnych w państwach Trzeciego Świata. W latach 70. inspirując się rewolucją kulturalną i maoizmem, był jednym z inicjatorów powstania organizacji o nazwie Cała Władza w Ręce Robotników (Tout le Pouvoir aux Ouvriers/Alle Macht Aan De Arbeiders - TPO/AMADA), później przemianowanej na Partię Pracujących Belgii. Był jednym z założycieli organizacji Lekarze Dla Ludzi która służy do dzisiaj bezpłatną pomocą medyczną osobom, których nie stać na opłatę za usługi medyczne lub nie mają ubezpieczenia (bez którego korzystanie ze służby zdrowia w Belgii nie jest możliwe). Lekarze Dla Ludzi prowadzą własne kliniki medyczne z których usług korzystają tysiące ludzi. 
W okresie zimnej wojny opowiadał się po stronie NATO przeciwko Związkowi Radzieckiemu. Partia Pracujących Belgii zorganizowała nawet cykl spotkań na które zaprosiła przedstawiciela ambasady Stanów Zjednoczonych będącego byłym agentem CIA. Był jednym z inicjatorów powstania Międzynarodowych Seminariów Komunistycznych. W 1997 roku Martens został doradcą rządu Kongo i na stałe zamieszkał w tym kraju. Obowiązki związane z kierowaniem partią przejęła na ten czas Nadine Rosa-Rosso z czasem została ona jednak zmuszona do rezygnacji z urzędu gdyż zdaniem działaczy partii porzuciła ona zasady marksizmu-leninizmu. Martens spotkał się także północnokoreańskim przywódcą Kim Ir Senem.